# Antonina Vallentin
Antonina Vallentin, z domu Silberstein (ur. 15 października 1893 we Lwowie, zm. 18 sierpnia 1957 w Paryżu) – polska pisarka, malarka, tłumaczka, historyk sztuki pochodzenia żydowskiego.

## Życiorys
Urodziła się 15 października 1893 roku we Lwowie, jej ojcem był dr Silberstein. Była pochodzenia żydowskiego, przez całe życie praktykowała judaizm. Studiowała malarstwo i grawiurowanie. Uznawszy, że brakuje jej talentu artystycznego, przerzuciła się na historię sztuki.
W 1920 roku zadebiutowała jako pisarka, wydając w Berlinie zbiór baśni i grotesk Die purpurne Flut. Marchen und Grotesk. W następnych latach zajmowała się przekładem z języka angielskiego na niemiecki, redagowała czasopismo kulturalne „Nord und Süd” oraz udzielała komentarzy na temat bieżącej polityki. W 1922 roku ogłosiła, że Gustav Stresemann będzie w przyszłości niemieckim mężem stanu. Rok później Stresemann został kanclerzem Republiki Weimarskiej, w następnych latach sprawował stanowisko ministra spraw zagranicznych. Vallentin została sekretarką i doradczynią Stresemanna. Angażowała się w pojednanie francusko-niemieckie.
W Berlinie oraz Paryżu prowadziła salony towarzyskie. Przyjaźniła się z Albertem Einsteinem. Z okazji obchodów swoich 50. urodzin fizyk dziękował pisarce za redakcję „Nord und Süd”. Vallentin znała się również m.in. z niemieckimi pisarzami Heinrichem i Thomasem Mannem, kardynałem Pacellim (późniejszym papieżem Piusem XII), brytyjskim pisarzem Herbertem George’em Wellsem, francuskim działaczem komunistycznym Marcelem Cachinem, francuskim powieściopisarzem i teoretykiem nacjonalizmu Maurice’em Barrèsem, austriackim pisarzem Stefanem Zweigiem, polsko-belgijskim pianistą pochodzenia żydowskiego Stefanem Askenazym. W 1933 roku wspierała żydowskich pisarzy, prześladowanych przez Niemców w III Rzeszy.
Pod koniec lat 20. XX wieku porzuciła dziennikarstwo na rzecz pisarstwa. W 1930 roku napisała biografię Stresemanna. W ciągu roku ukazało się 14 edycji książki w czterech językach. W 1934 roku wydała biografię Heinricha Heinego. Ponadto w latach 30. XX wieku tłumaczyła z języka niemieckiego na francuski. W 1938 roku wydała biografię Leonarda da Vinci. Książka cieszyła się bardzo dużą popularnością, w Stanach Zjednoczonych sprzedano 150 tys. egzemplarzy. W 1939 roku Vallentin podpisała umowę na wydanie polską edycję; tłumaczenie na język polski ukazało się w 1951 roku. W trzy miesiące sprzedano 9,3 tys. egzemplarzy. Po II wojnie światowej książka cieszyła się bardzo dużą popularnością w Argentynie.
W październiku 1939 roku Vallentin nawiązała kontakt z generałem Władysławem Sikorskim. Nawiązała współpracę z działem propagandy. W broszurze Les atrocités allemandes en Pologne opisywała przebieg kampanii wrześniowej i relacje żołnierzy. Zwracała uwagę na problem antysemityzmu wśród żołnierzy polskich przebywających we Francji oraz przenoszenie ambicji personalnych na służbę wojskową. Podkreślała, że III Rzesza ingeruje w relacje polsko-żydowskie w celu przekonania Polaków, że za ich problemy odpowiadają Żydzi. 15 maja 1940 roku Vallentin wraz z mężem, matką i córką uciekli do południowej Francji. Podczas II wojny światowej jej biografia Heinego i broszura Les atrocités allemandes en Pologne zostały ocenzurowane. Nie mogąc ze względu na rodzinę opuścić Francji, podjęła się ukończenia biografii Francisca Goyi. Po samobójstwie Zweiga (23 lutego 1942) Vallentin również próbowała odebrać sobie życie.
Po II wojnie światowej marzyła o emigracji do Stanów Zjednoczonych. Krytycznie odnosiła się o sytuacji politycznej powojennej Francji. Strajk powszechny we Francji w 1947 roku porównała do kolaboracji podczas wojny. W reportażu dla „La Tribune de Nations” opisała swój kontakt z neonazizmem w Niemczech. Krytycznie odnosiła się do zajmowania wysokich pozycji przez dawnych nazistów i biznesmenów współpracujących z reżimem hitlerowskim. W innym reportażu podkreślała, że Francuzi i Niemcy pragną pokoju i są niechętni remilitaryzacji Niemiec.
Kilkakrotnie uczestniczyła w kongresach PEN-Clubu: w Sztokholmie (1946), Zurychu (1947), Wenecji (1949). Po wojnie wydała kilka biografii. Chciała wydać powieść Tant que nous vivons (pol. Póki my żyjemy).
Według różnych relacji w 1921 wyszła za mąż za Maxima Vallentina (zamożnego niemieckiego Żyda). Związek z Vallentinem miał trwać około roku. W lipcu 1929 roku wyszła za francuskiego pisarza i romanistę Juliena Luchaire’a (1876–1962). Para wzięła rozwód w 1949 roku.
Zmarła 18 sierpnia 1957 roku w Paryżu. Do końca życia była aktywna zawodowo.

## Twórczość pisarska
(Na podstawie materiałów źródłowych)
- Henri Heine (1934)
- Leonardo da Vinci (1938)
- Mirabeau (1946)
- Goya (1949)
- H. G. Wells (1950)
- El Greco (1951)
- Einstein (1954)
- Picasso (1957)